# Сигрлами
Сигрлами (Sigrlami), или Свафрлами (Svafrlami) — мифический конунг Гардарики, с рассказа о котором начинается Сага о Хервёр. Сын или внук Одина. Отец красавицы Эйвуры (Eyfura). Обладатель волшебного меча Тюрвинга (Tyrfingr). Зятем и воеводой при Сигрлами был Арнгрим (Arngrímr). Жил за девять поколений до Ивара Широкие Объятия (VII век), то есть примерно в IV веке.
Существует две версии рассказа о Сигрлами:
- первая изложена в версиях H и U саги о Хервёр: согласно этой версии, Свафрлами назван сыном Сигрлами, который в свою очередь назван сыном Одина. По этой версии, Арнгрим убивает Свафрлами и завладевает Тюрфингом и дочерью Конунга.
- вторая изложена в версии R саги о Хервёр: согласно этой версии, Свафрлами назван Сигрлами, а его происхождение не указано. Арнгрим становится военным вождём при старом конунге Сигрлами и получает Тюрфинг и дочь в подарок.

## Тюрфинг
Однажды на охоте Сигрлами увидел с лошади двух гномов рядом с большим камнем. Размахивая над ними своим мечом, он не дал им исчезнуть. Тогда гномы по имени Двалинн и Дурин спросили, как они могут себя выкупить, и принялись ковать магический меч. Но прежде чем исчезнуть, гномы прокляли меч так, чтобы его нельзя было вложить в ножны, не омыв тёплой кровью, чтобы он стал погибелью Свафрлами и причиной трёх зол.
Выкованный гномами меч никогда не ломается, не ржавеет, с лёгкостью прорубает железо и камень и всегда приносит победу. Получив меч, Свафрлами увидел, что тот изыскан и прекрасен, и нарек его Тюрфингом.

## Арнгрим
Однажды Сигрлами столкнулся с берсерком Арнгримом. Согласно версиям H и U, завязался бой. Тюрфинг пробил щит Арнгрима и воткнулся в землю, тогда Арнгрим отрубил конунгу руку, взял Тюрфинг и убил им Сигрлами. После битвы Арнгрим силой взял в жёны дочь Сигрлами Хейд (др.-сканд. Heiðr), или Эйвуру.
Согласно версии R, викинг по имени Арнгрим приехал в Гардарики, завоевал доверие Сигрлами и стал военным вождём при стареющем конунге. В подарок Свафрлами дал ему Тюрфинг и свою дочь.